# Ilburnia bridwelli
Ilburnia bridwelli är en insektsart som beskrevs av Frederick Arthur Godfrey Muir 1919. Ilburnia bridwelli ingår i släktet Ilburnia och familjen sporrstritar. Inga underarter finns listade i Catalogue of Life.